# 波哥大 (伊利諾伊州)
波哥大（英語：Bogota）是位於美國伊利諾伊州傑斯帕縣的一個非建制地區。該地的面積和人口皆未知。

## 地理
波哥大的座標為38°55′06″N 88°14′24″W / 38.91833°N 88.24000°W，而該地的平均海拔高度為150米（即492英尺）。